# Pedro de Ortega Valencia

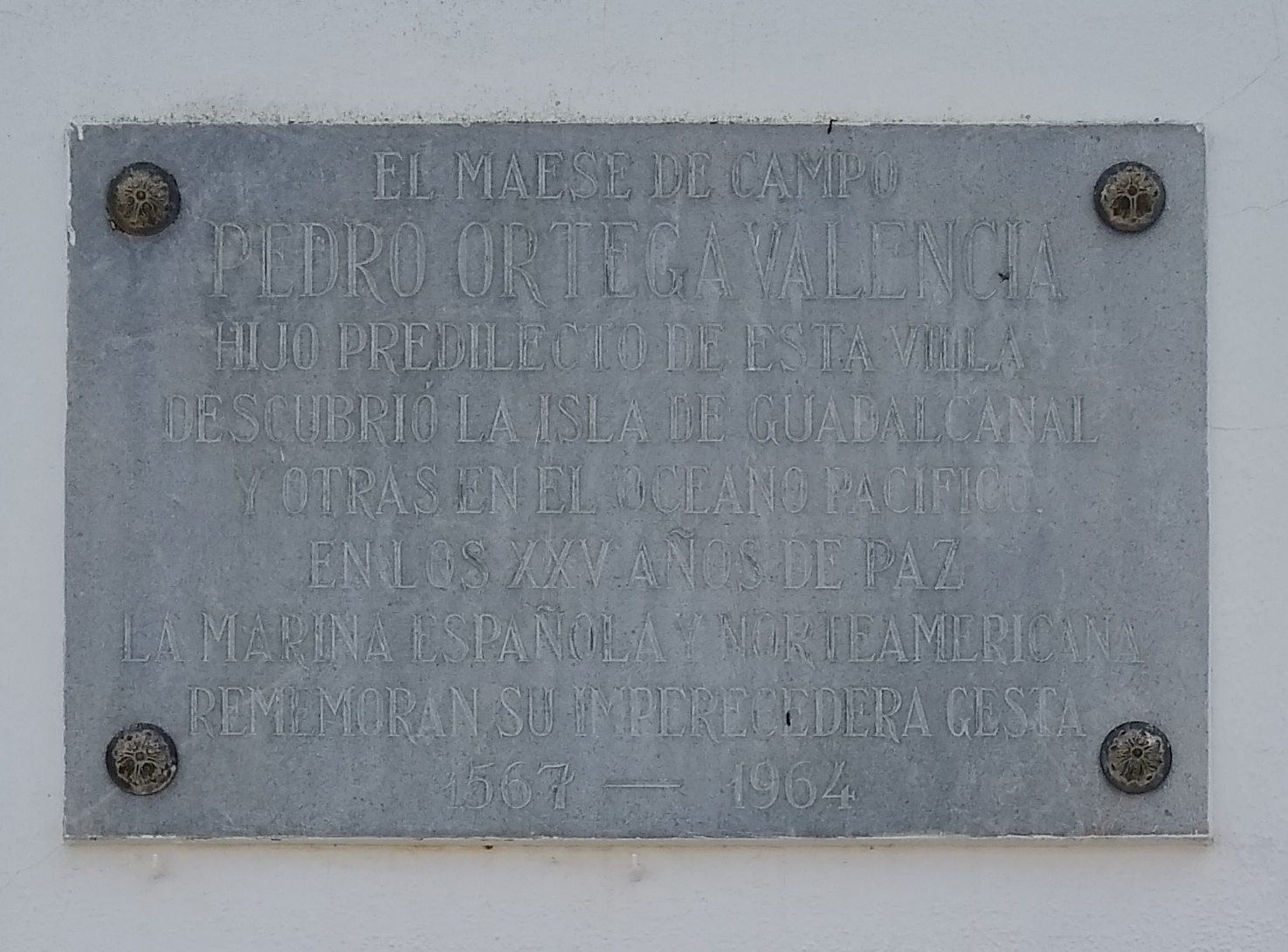
Placa en homenaje a Pedro de Ortega Valencia en el Ayuntamiento de Guadalcanal, provincia de Sevilla.

Pedro de Ortega Valencia (n. Guadalcanal, ¿1520? – † ¿1598?) fue un explorador y militar español. Casado con Isabel Hidalga, tuvo dos hijos, Jerónimo y Pedro, el primero le acompañará en su viaje.
Álvaro de Mendaña descubre en su expedición el 1 de febrero de 1568 las Islas Salomón. En dicha expedición participó Pedro Ortega de Valencia, como Mariscal de Campo, que daría nombre a la isla de Guadalcanal según el nombre del pueblo donde había nacido.